# Фокс, Адам (хоккеист)
Адам Фокс (англ. Adam Fox; род. 17 февраля 1998, Джерико, Нью-Йорк) — американский хоккеист, защитник клуба НХЛ «Нью-Йорк Рейнджерс». Обладатель приза Джеймс Норрис Трофи в 2021 году.

## Карьера
Начал свою юношескую карьеру в команде Лонг-Айленд Галлз из Atlantic Youth Hockey League. В результате своих выступлений в AYHL он был приглашён в команду USNTDP (Программа развития национальной сборной США). За два сезона в USNTDP он занял третье место в истории организации по набранным очкам среди защитников.
В 2016 году был назван лучшим защитником юношеского чемпионата мира, а также вошёл в символическую сборную турнира и завоевал бронзовые медали.
В преддверии драфта НХЛ 2016 года он занял 50-е место в окончательном рейтинге центрального скаутского бюро НХЛ среди хоккеистов, выступающих в лигах Северной Америки. На этом драфте он был выбран в 3-м раунде под общим 66-м номером клубом «Калгари Флэймз».
Фокс три года учился в Гарвардском Университете по специальности психология. Там же он начал играть за местную хоккейную команду в лиге NCAA. По результатам сезона он получил приз лучшему новичку. В сезоне 2018/19 он набрал 48 очков в 33 играх и стал лучшим бомбардиром в команде Гарвардского Университета и лучшим бомбардиром среди всех защитников в лиге NCAA. Также он стал финалистом в борьбе за приз Хоби Бейкер Эворд, который вручается за силу характера как на льду, так и за его пределами. Фокс был включён в первую всеамериканскую команду NCAA и в первую команду всех звёзд ECAC в каждом из трёх сезонов (2017—2019).
23 июня 2018 года «Калгари Флэймз» обменяли права на Фокса (вместе с Дуги Хэмилтоном и Майклом Ферлендом) клубу «Каролина Харрикейнз» на Элиаса Линдхольма и Ноа Ханифина.
30 апреля 2019 года «Каролина» обменяла права на Адама в «Нью-Йорк Рейнджерс» на выбор во 2-м раунде драфта НХЛ 2019 и условный выбор во 2-м раунде драфта 2020. 2 мая 2019 года он подписал трёхлетний контракт новичка с «рейнджерами». В 2019 году он получил приз Ларса-Эрика Шёберга, вручаемый лучшему новичку тренировочного лагеря «Рейнджерс» и вошёл в основной состав команды на сезон 2019/20.
Фокс дебютировал в НХЛ в октябре 2019 года в возрасте 21 года. Он закончил сезон 2019/20 с 42 очками в 70 играх. Адам стал вторым среди всех защитников-новичков НХЛ по голам и третьим по очкам, передачам и очкам, набранным в большинстве. Несмотря на все свои успехи в первом сезоне НХЛ он не был номинирован на приз Колдер Трофи.
В сезоне 2020/21 Фокс выдал серию из 12 матчей подряд, в которых он набирал очки, он стал всего лишь четвёртым защитником в истории франшизы «Рейнджерс» с данным достижением. 29 июня 2021 года было объявлено, что Адам стал победителем в борьбе за приз Джеймс Норрис Трофи. Он является самым молодым обладателем приза, с тех пор как его победителем стал Пи-Кей Суббан в возрасте 23 лет в 2013 году. Американец последний раз получал этот приз в 1997 году, когда это удалось другому защитнику «Рейнджерс» Брайану Личу.
1 ноября 2021 года Фокс подписал контракт с «Рейнджерс» на 7 лет и общей суммой 66,5 млн долларов. 13 января 2022 года был вызван на матч всех звёзд НХЛ, но не смог принять в нём участия из-за травмы. В сезоне 2021/22 набрал 74 очка (11+63) в 78 матчах. 13 мая 2022 года набрал 4 очка (0+4) в игре плей-офф против «Пингвинз» (5:3). По итогам плей-офф Фокс стал 8-м бомбардиром (и вторым среди защитников), набрав 23 очка (5+18) в 20 матчах. «Рейнджерс» уступили «Тампе-Бэй» в финале Восточной конференции в 6 матчах.
В сезоне 2022/23 набрал 72 очка (12+60) в 82 матчах при показателе полезности +28. 4 февраля принял участие в Матче всех звёзд НХЛ, попав туда как лидер голосования среди болельщиков. 18 апреля 2023 года в первом матче плей-офф Фокс набрал 4 очка (0+4) в игре против «Нью-Джерси» (5:1) и был признан третьей звездой матча. Фокс стал вторым после Пола Коффи защитником, кому удавалось делать по 4 передачи за матч плей-офф более одного раза за карьеру.
15 февраля 2024 года набрал 4 очка (0+4) в игре против «Монреаля». Всего в сезоне 2023/24 набрал 73 очка (17+56) в 72 матчах, установив личный рекорд по заброшенным шайбам. Фокс в третьем сезоне подряд набрал более 70 очков.

## Достижения

### Личные
НХЛ
| Год  | Команда            | Награда                                   |
| ---- | ------------------ | ----------------------------------------- |
| 2021 | Нью-Йорк Рейнджерс | Обладатель «Джеймс Норрис Трофи»          |
| 2021 | Нью-Йорк Рейнджерс | Попадание в первую Сборную всех звёзд НХЛ |